# Sharing the Secret
Sharing the Secret is een Amerikaanse film uit 2000. De film handelt
over een tienermeisje dat met boulimie te maken krijgt.

## Verhaal
Beth Moss is een ogenschijnlijk doodgewoon tienermeisje met gescheiden ouders. Haar moeder is kinderpsychologe en
is nog alleen. Haar vader heeft intussen een nieuw gezin. Ze woont afwisselend bij beide. Ze doet het vrij goed op
school en lijkt gelukkig. Aan haar vriendinnen vertelt ze dat ze soms, als ze daar zin in heeft, zichzelf doet
overgeven. Als haar gezondheid verzwakt en ze zelfs op school flauwvalt is het duidelijk dat het meer dan af en
toe gebeurt en dat ze aan boulimie lijdt. Ze wordt naar een psychologe gestuurd die haar aanraadt dit aan
haar moeder te vertellen. Desondanks gaat ze hierop echter gewoon verder, tot ze aan haar moeder vertelt dat ze
haar begint te verliezen en vraagt om naar een gespecialiseerde kliniek te mogen.

## Rolbezetting
| Acteur              | Personage  | Opmerkingen      |
| ------------------- | ---------- | ---------------- |
| Mare Winningham     | Nina Moss  | Beths moeder     |
| Alison Lohman       | Beth Moss  |                  |
| Lawrence Monoson    | Phil Paige |                  |
| Mary Crosby         | Irene      |                  |
| Diane Ladd          |            | Ninas moeder     |
| Tim Matheson        | John Moss  | Ninas ex-man     |
| Camryn Grimes       | Rachel     |                  |
| Brighton Hertford   | Sophia     |                  |
| Julius Ritter       | Edward     |                  |
| Irina Gasanova      |            | Balletlerares    |
| Ruxana Brusso       | Kerry Gold | Beths therapeute |
| Khadijah Karriem    |            | Schoolpsychologe |
| Dean Shelton        | Greg       |                  |
| Kathy Chrisopherson | Gail       |                  |

## Prijzen en nominaties
De film won volgende prijs:
- Peabody Awards 2001: winnaar, Robert Greenwald Productions, Pearson Television International, CBS.